# Norme ambientali
Le norme ambientali dettate dal legislatore o da altre fonti di legislazioni sono norme giuridiche e quindi cogenti.
La norma ambientale si dice cogente perché impone un comando ai soggetti che devono osservarla.
Questi soggetti sono obbligati all'osservanza del precetto siano questi imprese (corretto smaltimento dei rifiuti industriali), privati (corretto smaltimento dei rifiuti urbani), o enti pubblici (corretto rilascio delle autorizzazioni in materia ambientale).

## Norme volontarie o norme tecniche
Accanto a queste norme cogenti sussistono altre  norme ambientali che non hanno natura legislativa, non sono cioè emanate dal parlamento (camera dei deputati, Senato della Repubblica) o da altra fonte legislativa (ad esempio l'assemblea regionale); questa categoria di norme non cogenti si dicono "norme volontarie".
Le  norme volontarie sono infatti  norme tecniche che vengono emanate da organismi nazionali (UNI) o da organismi europei (Comitato europeo di normazione o CEN) o da organismi internazionali (ISO).
Lo scopo delle norme emanate dai predetti organismi tecnici (UNI; ISO; CEN) è quello di creare la circolazione di merci capitali, persone e servizi in un libero spazio economico abbattendo le barriere tecniche che esistono di fatto fra Stato e Stato ed impediscono l'affermarsi del libero mercato.

## Regolamenti e direttive comunitarie nell'ambito europeo
Nell'ambito europeo, sussiste allo stato attuale della legislazione ambientale, la necessità di realizzare un mercato unico attraverso l'armonizzazione delle normative tecniche nazionali con conseguenze imposizioni di  standard tecnologici validi per tutti gli stati membri. Sul piano legislativo, questo scopo diretto a creare i limiti soglia (standard) uguali in tutti i paesi membri della comunità si realizza attraverso strumenti legislativi comunitari quali i  regolamenti e le direttive comunitarie.

## Limiti soglia
I  limiti soglia sono i limiti stabiliti con riferimento agli standard tecnologici (cioè dalla tecnica) che non si devono superare nelle attività di scarico dei reflui industriali, nelle emissioni in atmosfera, nello smaltimento dei rifiuti. Sono limiti il cui rispetto non impedisce l'inquinamento (ad esempio in uno scarico in cui l'alluminio è presente sotto i 100 mg/l l'inquinamento da alluminio sussiste), ma lo mantengono entro valori generalmente  tollerabili.
In altre parole, i  limiti soglia sono valori oltre i quali l'inquinamento è senz'altro giudicato intollerabile.
Le norme ambientali di regola fissano i limiti soglia, esse cioè recepiscono gli standard tecnici (regole tecniche) forniti dalla scienza e ne rendono cogente la loro osservanza. Obbligano cioè i potenziali inquinatori ad osservare e rispettare i predetti limiti e ne sanzionano l'inosservanza con sanzione amministrativa o penale. Per gli impianti produttivi più complessi ed impattanti, peraltro, la norma riconosce espressamente la possibilità e la opportunità di andare oltre al generico concetto di standard tecnologico e di approfondire caso per caso quali siano le migliori tecniche disponibili, definendo in relazione ad esse i valori limite di emissione (non meno rigorosi dei  limiti di soglia) in una autorizzazione integrata ambientale.
È evidente però che la politica legislativa dei  limiti soglia, se pure evoluta con la  integrata ambientale, non elimina l'inquinamento, né da sola può garantire adeguati livelli di qualità dell'ambiente.
La società industriale e post-industriale si caratterizza, infatti, per attività seriali, che si ripetono cioè nel tempo.
Le attività produttive, i beni dei consumatori (esempio gli autoveicoli) incidono lentamente ma continuamente sull'ambiente naturale.
Anche se le imprese giornalmente rispettano i  limiti soglia, anche se i consumatori giornalmente dotano i loro autoveicoli di motori efficienti e alimentati con carburanti poco inquinanti (metano) tuttavia l'effetto cumulativo di dette attività, che pur rispettando singolarmente considerate i  limiti soglia, può cagionare l'inquinamento dell'ambiente naturale (acqua, aria, suolo) ove superi le soglie di cosiddetta autodepurazione.
Nasce da ciò da una parte la opportunità che i  limiti soglia siano cautelativi, e cioè che generalmente consentano di prevenire l'inquinamento, e dall'altra la necessità di integrare la politica dei  limiti di soglia con altre politiche ambientali, che considerano il contesto in cui si collocano le attività attraverso strumenti di programmazione, pianificazione e di valutazione d'impatto. Solo in questo modo è possibile evitare non solo un pericolo attuale di inquinamento ma anche un rischio remoto per le generazioni future.